# Rio Allier
O Rio Allier é um rio francês que é afluente do Rio Loire.
Da nascente até a foz, o rio Allier faz um percurso total de 410 km, atravessando os seguintes departamentos e comunas:
- Allier: Moulins, Varennes-sur-Allier, Vichy
- Ardèche - faz a fronteira entre os departamentos de Ardèche e Lozère
- Cher
- Haute-Loire: Brioude, Langeac
- Lozère: Langogne
- Nièvre
- Puy-de-Dôme: Brassac-les-Mines, Auzat-sur-Allier, Issoire, Cournon-d'Auvergne

Entre os seus afluentes incluem-se:
- Chapeauroux (margem esq.)
- Senouire (margem dir.)
- Alagnon (margem esq.)
- Anse
- Couze Pavin (margem esq.)
- Dore (margem dir.)
- Morge (margem esq.)
- Sioule (margem esq.)
- Veyre (margem esq.)